# 新民主主义论
《新民主主义论》是毛泽东系统论述“新民主主义”的著作。收入《毛泽东选集》第二卷。

## 出版
毛泽东1940年1月9日在陕甘宁边区文化协会第一次代表大会上的讲演，原题为《新民主主义的政治与新民主主义的文化》，载于一九四○年二月十五日延安出版的《中国文化》创刊号。同年2月20日在延安出版的《解放》第九十八、九十九期合刊登载，题目改为《新民主主义论》。由于被国民党查禁，本作曾伪装成《金刚经》《满园春色》等秘密发行。